# Srokowo (gmina)
Srokowo est une gmina rurale du powiat de Kętrzyn, Varmie-Mazurie, dans le nord de la Pologne, à la frontière avec la Russie. Son siège est le village de Srokowo, qui se situe environ 17 km au nord-est de Kętrzyn et 83 km au nord-est de la capitale régionale Olsztyn.
La gmina couvre une superficie de 194,63 km2 pour une population de 4 249 habitants.

## Géographie
La gmina borde les gminy de Barciany, Kętrzyn et Węgorzewo. Elle est également frontalière de la Russie (oblast de Kaliningrad).